# Словарь масонских терминов
Словарь масонских терминов включает в себя наиболее распространённые термины, объяснение которых встречается в специализированной масонской литературе или в самих масонских ритуалах.
| # А Б В Г Д Е Ё Ж З И К Л М Н О П Р С Т У Ф Х Ц Ч Ш Щ Э Ю Я |

## А
- Абифф — буквально означает «сын + род. падеж имени».
- Агапа — совместный братский ужин, которым завершается собрание ложи. Также называется «Застольная ложа» и проходит по специальному ритуалу.
- Адам — имя происходит от древнееврейского слова «адам», буквально означающего «человек», первый из библейских патриархов, почитаемый масонами, как один из основателей ордена.
- Ад Витам (Ad vitam) — латинское выражение, означающее «пожизненно». Мастер Ад Витам — название 20° ДПШУ.
- Адепт (брат, член ложи) — член братства, должным образом прошедший посвящение, принадлежащий к одной из лож и регулярно платящий членские взносы. В более общем смысле — посвящённый, инициированный, прошедший посвящение в мистерии, таинства.
- Адоптация — как принятие масона в члены определённой ложи (синоним: аффилиация), так и принятие ложей или великой ложей определённого решения.
- Акколада — прикосновение к голове или плечам посвящаемого мечом; применяется в масонском посвящении.
- Акт союза 1813 года — акт об образовании Объединённой великой ложи Англии на базе соединения «Первой великой ложи Англии» (образована в 1717 г.) и «Древней великой ложи Англии» (образована в 1751 г.).
- Аллегория — аналогия или сравнение; история, рассказанная для того, чтобы проиллюстрировать какой-либо принцип. Происходит от греческого выражения, означающего «сказать по-другому».
- Акация — то же, что «ветвь акации».
- Аллокуция — обращение председательствующего офицера.
- Алтарь (чаще — «Алтарь трёх светочей») — жертвенник, неотъемлемая деталь убранства ложи. Представляет собой прямоугольное, трапециевидное или треугольное возвышение, на котором обычно покоятся Книга Священного Закона, циркуль и наугольник, конституция великой ложи и внутренний регламент.
- Амбулаторное разрешение — разрешение на передвижение, выдаваемое ложе, обычно военной, для того, чтобы она возила это разрешение с собой и проводила собрание там, где ей это будет угодно.
- Американский устав — так называется американская масонская система, состоящая из ложи, капитула, совета и командорства, один из вариантов Йоркского устава.
- Аминь — от древнееврейского слова, означающего «точно, верно, истинно». Подтверждение одним человеком слов другого. По масонскому ритуалу, на «аминь» отвечают: «Да будет так!»
- Анкета — документ, заполняемый кандидатом одновременно с петицией о членстве в ложе и сдаваемый в секретариат великой ложи. Помимо традиционных биографических данных кандидата может содержать ритуальные вопросы касающиеся его философских, религиозных и нравственных воззрений.
- Апокалиптические градусы — «Апокалипсис», по-гречески, означает «откровение». Эти градусы основываются на «Откровении Св. Иоанна Евангелиста (Богослова)».
- Ареопаг — собрание масонов 30° ДПШУ.
- Архетип — изначальная модель или изначальный принцип, форма, по которой создаётся все остальное. В символизме это предмет, изображение, принятое как символ.
- Архивы ложи — место, где хранятся протоколы и прочие документы ложи. Также сами протоколы, документация вообще.
- Ассамблея — ежегодное собрание всех братьев великой ложи или представителей всех символических лож, на котором заслушиваются отчеты великого мастера, великого оратора и великого секретаря, подводятся итоги масонского года, утверждаются планы работ на следующий год.
- Аспирант — (от лат. aspiro) — «разыскивать, искать чего-то». Человек, уже избранный для посвящения, в то время как кандидат — человек, ещё только подающий прошение о посвящении.
- Аффилиация — буквально усыновление (от лат. filius — сын), в широком смысле — процесс приёма масона в ложу.
- Ахиман Резон — заглавие книг конституций ДВЛА (Лоуренс Дермотт — 1756 год), Южной Каролины (Альберт Г. Макей — 1852 год) и др. Обычно «Ахиман Резон» переводят в различных масонских источниках как «помощь брату», но существуют и другие толкования: «Тайны приуготовленного брата» (Далко), «Воля избранных братьев» (Макей), «Брат секретарь» (Роквелл). Поскольку, по крайней мере часть этого названия, очевидно, имеет древнееврейское происхождение, возможно сделать дословный перевод, используя фонетически и логически связанные с ним слова иврита:

•<ах>, мн. ч. <ахим> — брат, братья;
•<мин>, <ми>, <ме> — от, из, с, по;
•<рацон>, мн. ч. <рецоним> — воля, желание, страсть, выбор, сила воли, добрая воля.
Записывая древнееврейские слова латинскими буквами, некоторые евреи Восточной Европы пользовались латинской буквой <z> для передачи древнееврейской литеры <цаде> — <ц>, под влиянием немецкого языка. Таким образом, можно проследить за изменением древнееврейских гласных в следующих комбинациях:
•<ах-и ми рацон> — мой избранный брат;
•<ах-ай ми рацон> — мои избранные братья;
•<ах-им ми рацон> — избранные братья.
Все эти словосочетания поясняют именно то, оплотом чего является масонское братство, в котором люди добрых нравов становятся друг другу избранными братьями. Следовательно, это идеальное название для «Книги конституций».

## Б
- Баллотировка — тайное голосование, путём которого братья ложи принимают решения по наиболее важным вопросам, как то: принятие нового брата, избрание досточтимого мастера и казначея и пр.
- Бальдерик — масонская перевязь, лента, которую носят через плечо.
- Батарея — на масонской агапе — бутылки или бокалы с вином.
- Берцовые кости — символ смерти, часто используемый наряду с черепом во многих масонских церемониях, например, во время пребывания кандидата в «Камере размышления» перед посвящением в степень ученика.
- Библейские персонажи в символах — в ритуалах различных масонских степеней упоминаются следующие библейские персонажи: Моисей, Аарон, Елеазар, Иисус Навин, Соломон, Адонирам, Авда, Хирам Царь Тирский, Кир, Артаксеркс, Зоровавель, Царица Савская; а также их атрибуты: Шкуры агнца (Петр 1:19, Притчи 27:26); Кадильница (2 Паралипоменон 4:22, Откровение 8:3, Исход 38:3, Евреям 9:4); Всевидящее Око (Притчи 15:3, Псалтырь 11:4, Псалтырь 33:18); Ковчег и Якорь (Евреям 6:19, Евреям 11:7); Коса (Иов 14:2, Исайя 38:10); Меч, упирающийся в обнаженное Сердце (Лука 2:35); Акация (Ездра 27:19).
- Библия — Книга Священного Закона христиан, покоящаяся в ложе на алтаре трёх светочей (алтаре приношения клятв) вместе с циркулем и наугольником. На Библии масонами приносятся все клятвы и берутся на себя все обязательства. При открытии работ Библия открывается, символизируя духовный Свет, льющийся с Востока, а при закрытии — закрывается. Открывается Библия, в зависимости от рода масонской организации, на различных страницах. В символической ложе это чаще всего 1 глава Евангелия от Иоанна.
- Благотворительность (масонская) — не только материальная помощь, но и «то доброжелательное состояние разума, которое делает человека исполненным доброй воли и страстного уважения к другим».
- Бозан, Босеан (фр. Beausant) — военное знамя и боевой клич средневековых Рыцарей Храма (тамплиеров). Чёрно-белое знамя Ордена Храма, верхняя, белая половина которого символизирует ужас врагов, а нижняя, чёрная, — верность собратьям и друзьям.
- Большинство — при голосовании в ложе и великой ложе осуществляется принцип вынесения решения в пользу большинства, простого или ограниченного тем или иным признаком, при условии решающего голоса великого мастера.
- Братская цепь — один из древнейших ритуалов масонства, когда все братья ложи во время церемонии открытия или закрытия работ встают в круг, взявшись за руки, символизируя всемирное братство и дружеские узы масонов.
- Братское лобызание — троекратный перекрестный поцелуй, знак взаимного доверия и желания прийти на помощь.

## В
- Вдова (дети вдовы) — одно из иносказательных названий братства масонов, происходящее от определения мастера Хирама из 3 Книги Царств, 7:14: <…сын одной вдовы из колена Неффалимова…>.
- Великая ложа — территориальная организация, включающая в себя все символические ложи и всех масонов, находящихся на определенной территории (как правило, в стране может существовать только одна великая ложа). Великая ложа абсолютно суверенна и обладает абсолютной властью в принятии важных решений на территории своей юрисдикции, однако не имеет права вмешиваться во внутренние дела остальных великих лож. Возглавляется великим мастером. Руководство великой ложей осуществляется избранными на общей ассамблее или назначенными Великим мастером Великими офицерами, составляющими Великий державный комитет (Коллегия великих офицеров или совет великих офицеров) великой ложи. Решения ВЛ и ВДК обязательны для всех масонов на территории соответствующей юрисдикции.
- Великая триада — одно из центральных понятий масонской философии, архетип единосущностного первопринципа, проявляющегося троично, соответствует трём сфиротам каббалы, где сфирот Хохма (мудрость — отец) и Бина (разум, сила мысли — мать) порождают Кетер (царственность, красоту величия). Принцип триады также находит отражение в троичности божеств разных религий: христианства — Бог Отец, Бог Сын, Дух Святой; иудаизма — Яхве, Мессия, Шхина (Божественное присутствие); индуизма — Рама, Шива, Вишну и др.
- Великие светочи — Библия, Циркуль и Наугольник. Библия олицетворяет волю Господа, наугольник — физическую жизнь человека, циркуль — его нравственную и духовную жизнь.
- Великий Архитектор Вселенной — центральное масонское понятие для обозначения Единого Бога-Творца. Согласно древним ландмаркам и конституциям, работы в ложе ведутся во имя Великого Архитектора Вселенной.
- Великий восток — место, где собирается великая ложа и откуда она направляет свои распоряжения и эдикты. Также, другое название великой ложи.
- Великий мастер — руководитель великой ложи, единственная и наивысшая власть на её территории и в её юрисдикции. Избирается на общей ассамблее на срок от одного года. Имеет право последнего и решающего голоса по всем вопросам, а также на принятие в братство без соблюдения обычной процедуры. Представляет великую ложу на международных масонских мероприятиях и в межнациональных околомасонских организациях.
- Великое делание — (лат. magnum opus) — понятие алхимической и розенкрейцеровской символической философии, означающее окончательный результат духовных поисков адепта, достижение нравственного и физического совершенства, возвышение его истинной, духовной природы до понимания смысла бытия и слияния с высшим духовным принципом. В более узком смысле — получение философского камня.
- Вервие — то, что связывает кандидата с его будущими собратьями; длина масонского вервия — это величина той жертвы, на которую он готов пойти, оказывая помощь брату, терпящему бедствие. В древности масон был обязан помогать братьям в радиусе трёх миль. Теперь это расстояние составляет около сорока миль.
- Верная ложа — ложа, снабженная тремя великими светочами.
- Ветвь акации — символ бессмертия души, также символ степени мастера, поскольку играет важную роль в легенде Хирама.
- Вехи (ландмарки) — древние и всеобщие законы ордена, постепенно выросшие в образ действия.
- Взносы — денежные суммы, выплачиваемые кандидатом на посвящение за каждую из проходимых им степеней, а также любым братом ложи ежегодно. Обычно за счет взносов обеспечивается деятельность великой ложи и данной ложи, а также дела масонской благотворительности. Сумма ежегодного взноса члена ложи может быть сокращена за оказание ложе определенных услуг, и возможно даже полное освобождение от уплаты взносов по согласованию с досточтимым мастером ложи.
- Винтовая лестница — путь испытаний человеческой души; он должен приближаться к лестнице, веря в то, что она не бесконечно поднимается вверх, что восходя по ней долго и не жалея сил, он достигнет срединной палаты, источника света.
- Возраст масона — символическая величина, основанная на древних законах оперативных каменщиков и пифагорейской магии чисел. Означает количество лет пребывания в той или иной степени посвящения. Каждая из символических степеней имеет свой возраст.
- Вольные каменщики — древние строители, оперативные масоны, которые были истинно свободными, то есть не были крепостными или данниками, не были привязаны к земле, могли свободно переезжать с места на место по рабочим нуждам.
- Вольные науки и искусства — грамматика, риторика, логика, арифметика, геометрия, музыка и астрономия.
- Восток — со времен солнцепоклонников и на протяжении всей истории человечества восток считался самой священной стороной света, поскольку Солнце восходит на востоке, и именно оттуда проистекает живительный свет.
- Восток вечный — уйти на Восток вечный — умереть, отойти в мир иной. Некоторые ритуалы отдают предпочтение термину «Вечная Великая Ложа»[источник не указан 460 дней].
- Восточная звезда — парамасонская организация, в которую принимаются как мужчины, так и женщины. Основана в Нью-Йорке 28 декабря 1868 году. Символизм организации, в основном, связан с женскими образами в Библии. Возглавляется великими матроной и патроном.
- Восточный стул — место пребывания досточтимого мастера, символ восточного трона Царя Соломона.
- Временная ложа — то же, что и «чрезвычайная» ложа, проводится великим мастером по какому-либо определенному случаю, например, для посвящения без соблюдения церемонии. Или же просто ложа, которая существует в течение только того периода времени, пока их братья находятся вместе. Таких лож было много во времена Оперативного масонства.
- В:. С:. В:. С:. В:. — «Во Славу Великого Строителя Вселенной».
- Всевидящее око — символ присутствия Бога во всех трудах вольных каменщиков.
- Выборность — основной принцип организационной политики масонства. Всеми братьями символической ложи (великой ложи), путём тайного голосования (баллотировки) избираются досточтимый мастер, казначей (великий мастер и великий казначей), и другие офицеры ложи. Также избираются члены специальных комиссий символической ложи, великой ложи или масонских комитетов.
- Высшие градусы — дополнительные градусы, следующие за первыми тремя, или символическими градусами. Обычно группируются в т. н. уставы, например, Древний и принятый шотландский устав, Йоркский устав, Устав Мемфис-Мицраим и пр. Само выражение «высшие» неверно: в них нет ничего «высшего» по отношению к первым трём.

## Г
- Гермес — греческий бог торговли и посланец богов. У римлян — Меркурий.
- Гермес Трисмегист (Трижды величайший) — считается, что это был великий египетский философ, основатель искусства Алхимии, или герметических наук. Автор от 12 до 36 тысяч книг (по данным разных исследователей), посвященных практически всем областям знания. Некоторые легенды гласят, что он был воплощением древнеегипетского бога мудрости Тота. Первый интеллигент, основоположник научного знания и эзотерического поиска. Предположительно, жил в III в. до н. э.
- Гильдии (масонские) — организации, предшествующие оперативному масонству. Это также были организации строителей, связанных друг с другом законами гильдии и местными рескриптами, не обладавшие, однако, свободой перемещения с места на место.
- Глобус — земная и небесная сферы в ритуале — явный анахронизм, поскольку в древности считалось, что Земля плоская. В любом случае, сферы или эллипсоиды всегда символизировали Вселенную, и в этом смысле, масонские глобусы — не исключение.
- Голосование — основной способ принятия решений по всем вопросам в масонстве, может быть открытым или тайным (баллотировка).
- Год (масонский) — в то время, как гражданское летоисчисление принимает за точку отсчета Рождество Христово, после даты ставится «от Р. Х.» (A.D.), масоны же ведут летоисчисление от того мига, когда Господь произнес: «Да будет Свет!», вследствие чего их летоисчисление именуется «Годом Света» (A.L.).
- Голубая ложа — появившийся со временем термин, обозначающий первые три степени, или символическое масонство. В первый период истории мастера носили фартуки с голубой оторочкой. Голубой цвет символизирует совершенство, истину, добрую волю, всемирное братство, верность.
- Гроб — со времен мистерий древности, где кандидата укладывали в гроб, а затем извлекали из него, символизирует «воскресение из мертвых».
- Грубый камень — непросвещенный человек, в своём природном состоянии, до посвящения в степень ученика.

## Д
- Да будет Свет; и стал Свет — (лат. «Fiat Lux et Lux fit») — масонский девиз.
- Да будет так — ритуальная фраза, которая используется масонами и чуть реже неоязычниками. Самое первое упоминание этой фразы относится к 1390 году, в поэме «Региус».
- Дародатель (Брат милостивый) — офицер ложи, который собирает штрафы и пожертвования.
- Двойное членство — членство в двух и более масонских организациях одного типа, например, в двух символических ложах.
- Двуглавый орёл — древнейшая эмблема монархии, ещё дохристианского периода. Орёл — символ силы и власти; когда Римская Империя распалась на Западную и Восточную, она приняла символ двуглавого орла, означающий двойную (церковную и светскую) абсолютную власть. Однако известно, что эта эмблема широко использовалась ещё до эры Рима. Талисман 33° представляет собой двуглавого орла, головы которого коронованы.
- Декрет — чрезвычайное распоряжение великого мастера, обязательное для исполнения всеми членами братства, принадлежащими к определенной юрисдикции.
- Дикая ложа — объединение масонов или просто профанов не признаваемых за масонскую ложу, не имеющих патент на проведение работ от законной великой ложи.
- Диплом (масонский) — документ, выдаваемый масону для представления в масонские организации во всем мире и свидетельствующий о его посвящении в определенную степень. Также существуют наградные дипломы Великой или символических лож за особые заслуги перед Братством.
- Добрая воля — «По доброй воле и без принуждения…» — означает, что кандидат сам в состоянии отличить добро от зла и принять верное решение, что кандидат просит о принятии в Орден, не будучи поощрен к этому или принужден к этому кем-то другим.
- «Должный образ» — масонская организация открывает и закрывает работы, только будучи «должным образом» приготовленной к этому, то есть, работающей строго по предписанному ритуалу. Следует отличать от «достаточного образа».
- «Должным образом приуготовленный…» — кандидат должен быть истинно готовым в глубинах своих сердца и разума воспринять дальнейшее просветление; кроме того, в масонском понимании, он должен быть должным образом облачен.
- Дополнительные ордена — степени «Рыцаря красного креста» и «Рыцаря Мальты» в системе тамплиерского посвящения, в которые посвящают дополнительно к степени Рыцаря ордена храма, являющейся основной.
- «Достаточный образ» — масонская организация открывает и закрывает свои работы, будучи в «достаточном образе», то есть в присутствии соответствующего председательствующего офицера.
- Драгоценности (движимые и недвижимые) — Движимые драгоценности — это грубый и совершенный камни и чертежная доска. Их называют так, поскольку им не отведено какого-то определенного места в ложе, в то время как Недвижимые драгоценности— циркуль, наугольник и отвес — расположены в определенных местах. Они называются «драгоценностями» не потому, что они изготовлены из какого-то особого материала, а исключительно из-за своего значения.
- Древние хартии — конституции, законы, правила, установленные предшественниками масонства.
- Древние масоны или Древние йоркские масоны — великая ложа, учрежденная ирландскими масонами в Англии в 1751 году, названная Древней великой ложей Англии, которая должна была противостоять Первой великой ложе Англии.
- Древние мистерии — тайные общества древних египтян, греков и персов.

## Е
- Египетское франкмасонство — организация основанная, вероятно, в 1776 году в Лондоне графом Калиостро.

## З
- Завещание (философское) — документ, составляемый кандидатом перед посвящением в степень ученика и содержащий ответы на вопросы, касающиеся того, что кандидат хочет пожелать себе, своей семье и своей стране. Во время ритуала посвящения бланк философского завещания сжигается перед всеми братьями ложи, обеспечивая своего рода тайну исповеди.
- Задержание (отзыв) хартии — временное приостановление работ ложи и всех видов её деятельности решением великого мастера. Временное распоряжение до следующего собрания великой ложи, единственного органа, который может одобрить, пересмотреть или аннулировать решение великого мастера.
- «Законно учрежденная…» — ложа, работающая по разрешению и по хартии великой ложи.
- Закрытие работ — ритуал, которым заканчиваются работы в ложе.
- Зал потерянных шагов — то же, что и камера размышлений.
- Залп — во время братской агапы — тост.
- Запон — масонский фартук из кожи ягненка. С давних времен в древних Персии, Египте, Индии и Древнееврейских царствах белый фартук был знаком чести, и кандидаты на посвящение должны были надевать его, или покрывало, или мантию. Он отражает чистоту помыслов и невинность поведения.
- Заработная плата — символизирует плоды масонского труда. Повышение заработной платы — посвящение кандидата в очередную степень.
- Звездный свод — символический покров (потолок) ложи.
- Зерно, вино и масло — три элемента освящения. В древности эти три вещества считали основными и главными для поддержания жизни человека, символами богатства и процветания народа.
- Змея, кусающая свой хвост — древний гностический символ бесконечности, символ вселенского гнозиса и непрекращающегося поиска истины.
- Знаки (масонские) — методы взаимного опознания, часто служащие напоминанием о каком-либо историческом или мифологическом событии или словах клятвы.
- Зоровавель — предводитель первой группы евреев, возвращавшихся из вавилонского пленения. Происходил из рода царя Давида. Персидский царь Кир вручил ему сосуды, вывезенные Навуходоносором из Иерусалимского храма. Зоровавель начал закладку Второго Иерусалимского храма и увидел окончание его строительства.

## И
- Иегова — раввиническое прочтение священного Тетраграмматона, имени Божьего (ЙХВХ).
- Изгнание — насильственное исключение из членов организации за, например, немасонское поведение, преступление и пр. Самое суровое из масонских наказаний, лишающее человека всех преимуществ, которыми он пользовался в своей ложе и в братстве вообще.
- Инаугурация — церемония приведения к присяге великого мастера великой ложи.
- Исключительное территориальное право — принцип, гласящий, что великая ложа является высшим и верховным органом масонской власти на своей территории.
- Инсталляция — приведение к присяге великих офицеров великой ложи, досточтимого мастера символической ложи и её офицеров.
- Иоанн Евангелист — сын Зеведея, один из 12 апостолов Иисуса Христа. Один из рыбаков, оставивших в Галилее свои сети и последовавших за Христом. Был рядом с учителем во время моления о Чаше в Гефсиманском саду. Любимый ученик Христа, дожил до 95 лет, творя чудесные исцеления; будучи сослан на остров Патмос римским императором Домицианом, написал книгу «Откровения Иисуса Христа». Особо почитается масонами. Евангелие от Иоанна считается самым эзотерическим из четырёх канонических. На алтаре приношения клятв в ложе Библия открывается чаще всего на первой странице Иоаннова Евангелия. День Св. Иоанна Евангелиста — 24 июня — является одним из двух главных масонских праздников в течение календарного года. Символические ложи обычно посвящают либо Св. Иоанну Евангелисту, либо Святым Иоаннам Иерусалимским, то есть Евангелисту и Крестителю. Первые три степени масонского посвящения носят название иоанновских.
- Иоанн Креститель — сын священника Захарии и Елисаветы, родственницы Марии Богоматери. Рождение его сопровождалось множеством чудесных явлений. Всю жизнь, вплоть до момента начала Служения, провел в пустынной аскезе. В тридцать лет вернулся, чтобы начать проповедь укрепления веры и всеобщего покаяния. Первый крестил новообращенных в реке Иордан. Крестил Иисуса из Назарета и указал на снизошедший на последнего Дух Святой. Постоянно обличал пороки и грехи иудеев, особенно царя Ирода за его греховную связь с женой брата, Иродиадой. Заключён Иродом в темницу, где и умерщвлен, по легенде, в угоду дочери Иродиады Саломее. Особенно почитается масонами как первый и один из величайших христианских пророков. День Св. Иоанна Крестителя — 27 декабря — является одним из двух главных масонских праздников в течение календарного года.
- Испытание — символическое препятствие на пути кандидата к посвящению в определенную степень. Количество испытаний варьируется в зависимости от степени.
- Исследовательская ложа — ложи состоящие из мастеров, не проводящие посвящений в степени символической ложи и не взимающие со своих членов взносы. Занимаются исследованиями в области масонской философии, истории и герметической науки.

## К
- Кадош — название 30° ДПШУ. (От древнеевр. «кадош» — «святой»)
- Масонский календарь — масоны достаточно своеобразно датируют свои документы. Различные отправные точки в летоисчислении различных масонских великих лож основываются на определенных исторических фактах.
- Камера размышлений — темное помещение, где находится кандидат перед посвящением в степень ученика. Камера заполнена символами смерти и тления. Кандидат должен, сидя в ней, заполнить бланк философского завещания. Символ смертной природы человека, безысходности его бытия, выход из которого предлагает масонство путём дарования великого света знания.
- Кандидат — (от лат. «сandidatus») — «одетый в белое». В дни Римской Империи кандидаты на государственные посты появлялись перед сенатом, одетыми в белое. В масонстве — человек, удовлетворяющий требованиям древних ландмарок, конституции и регламента великой ложи и готовящийся к посвящению. Обычно кандидатом считается до подачи петиции о членстве, после этого именуется уже аспирантом.
- Капитул — от лат. (caput — capitulum) — (голова — глава) — организационная единица розенкрейцерских степеней (15-18°) ДПШУ, Королевской арки, а также некоторых других масонских орденов и парамасонских организаций (Орден Восточной звезды, Рыцари храма, Дочери Иова и пр.).
- Кардинальные добродетели — умеренность, стойкость, благоразумие и справедливость, то есть нравственные добродетели, выделенные ещё Платоном. Слово «кардинальный» (происходит от лат. сardo) — «главный, фундаментальный».
- Кардинальные ориентиры — Восток — мудрость; Запад — сила; Юг — красота; Север — тьма.
- Катена (катенарная арка) — (от лат. Catena) — цепь — особая форма арки, почитаемая в масонстве, арка, образуемая цепью, свободно провисающей меж двух колонн.
- Катехизис — учение масонства в форме вопросов и ответов. Катехизисы существуют для каждой из степеней посвящения, и в некоторых юрисдикциях перед посвящением в очередную степень кандидат проходит экзамен по катехизису предыдущей.
- Куатуор Коронати — (лат. Quatuor Coronati) — «Четверо коронованных» — Исследовательская ложа № 2076 при востоке города Лондона. Названа в честь легендарных четверых мастеров каменщиков, отказавшихся строить языческий храм во времена римского императора Диоклетиана и за это казненных. Впервые стала известна профанскому миру после публикации в 1876 году многотомного труда «Ars Quatuor Coronatorum».
- Кворум — необходимое минимальное количество мастеров-масонов для проведения собрания. В масонстве кворум составляет 7 мастеров при любом количестве подмастерьев и учеников.
- Классовая ложа — ложа, состоящая из представителей одной профессии. Таких лож много в Англии.
- Ключ — символ тайны и её хранителя, а также постижения этой тайны путём масонского поиска и самосовершенствования. Эмблема степени тайного мастера (4° ДПШУ).
- Клятва — торжественное обещание перед лицом Господа говорить только правду. Следует отличать от обязательства.
- Книга архитектуры — книга конституций великой ложи.
- Книга священного закона — священная книга, раскрывающая волю Господа. Для христиан это Библия, для брахманистов — Веды и пр.
- Книга конституций — эмблема закона, означающая, что наш нравственный и духовный образ основываются на Законе и Порядке, и что никто не в состоянии прожить жизнь достойно, если живёт беззаконно.
- Книга конституций, охраняемая мечом привратника — эмблема масонской осторожности в словах и делах; напоминание о том, что необходимо хранить верность закону.
- Кодекс ордена — книга законов великой ложи.
- «Кодеш ла Адонай!» — древнеевр. «Свят Господь!». Девиз королевской арки.
- Коллация — краткий перерыв (с принятием пищи или без него).
- Колонна — (от лат. Сolumen) — столб для поддержания крыши здания. В масонстве, её символизм, в основном, касается поддержки ложи тремя добродетелями: мудростью, силой и красотой.
- Колонны Боаз и Яхин — "Врата для посвящаемого, выход к свету для ищущего, колонны Храма Иерусалимского[2]. Символические колонны напоминают исписанные иероглифами обелиски, которые возвышались перед египетскими храмами. Их находят и в двух округлых порталах готических соборов[3].
- Колонны стражей — олицетворяют колонны Храма Соломона. Во время работы ложи эти колонны располагаются соответственно вертикально и горизонтально; во время перерыва в работах они меняются положением. В более общем смысле — братья ложи, сидящие вдоль стен помещения.
- Командор (великий командор) — в средние века, глава рыцарского ордена, в масонстве — высшая должность в верховном совете ДПШУ.
- Коммуникация — сообщение кандидату основных положений философии и ритуала некоторых высших степеней без исполнения должного ритуала посвящения в каждую из них.
- Конклав — общее собрание «рыцарей храма».
- Конвент — международное общее собрание всех братьев великой ложи нескольких стран или их представителей, созываемое для принятия общих стратегических решений по основным вопросам масонской деятельности.
- Консистория — собрание масонов 32° ДПШУ.
- Контумация — отказ от повиновения решению ложи или великой ложи.
- Королевское искусство — одно из названий масонства.
- Краеугольный камень — камень, закладываемый во время формальной церемонии закладки фундамента здания; камень, соединяющий две стены под прямым углом. В масонстве, истинный франкмасон, заложивший внутри себя фундамент жизни вечной.
- Крещение (масонское) — чаще называется «люстрацией», не следует смешивать с христианским таинством. Это ритуал освящения водой. Эта церемония была важной частью древних инициатических церемоний. Чистые руки — символ незапятнанного сердца.
- Кружка вдовы — кружка (мешок), которой дародатель обносит всех братьев ложи перед закрытием работ, собирая посильное вспоможение братьям, испытывающим нужду, а также сам фонд, создаваемый братьями ложи для помощи братьям и их семьям.
- Куб — совершенный камень.

## Л
- Ландмарки ордена — то же, что и вехи.
- Лента — нагрудная, предназначена для ношения талисмана, геральдический атрибут. Масонская лента должна в сложенном виде иметь треугольную форму и оканчиваться на груди острым углом.
- Ложа — место собрания масонов, само их собрание, а также организационная единица масонского ордена и все входящие в неё члены. Существуют символические (локальные) ложи и состоящие из них великие ложи. Термин «ложа» пришёл от тех зданий, которые гильдии каменщиков строили напротив воздвигаемых соборов. Во время зимы, когда работы по строительству прекращались, они жили в этих зданиях[4].
- Ложа Святых Иоаннов Иерусалимских, или ложа Святого Иоанна — масонская легенда гласит, что первая материнская ложа была учреждена в Иерусалиме и посвящена Св. Иоанну Крестителю, затем Св. Иоанну Евангелисту, а вскоре — им обоим. Таким образом, она носила название «ложи Святых Иоаннов Иерусалимских». Фигурально говорится, что все ложи происходят от неё.
- Ложа скорби или Траурная ложа — специальное собрание масонской ложи для поминовения недавно ушедшего на Восток Вечный (скончавшегося), члена этой ложи или члена одной из лож находящейся под юрисдикцией великой ложи в которой состоял масон[5][6].
- Луфтон — сын масона, его внук или более отдаленный родственник по прямой нисходящей линии. Пользуется преимущественным правом при приёме в ложу. В России называется иногда «волчонком».
- Львиная лапа — условное пожатие степени мастера, символизирующее единство и взаимную поддержку масонов. Происходит от мистерий Митры Древней Персии и Древнего Рима. В мистериях древности лев символизирует Солнце, Свет и мужское начало.
- «Люди Св. Иоанна» — масоны, не вошедшие в Первую великую ложу Англии в XVIII веке. Но они получили право посещать собрания регулярных лож, в книгах которых расписывались: «Человек Св. Иоанна».
- Лучезарная дельта — символ под которым принято понимать изображение всевидящего ока вписанного в треугольник. В масонстве лучезарная дельта символизирует Великого Архитектора Вселенной наблюдающего за трудами вольных каменщиков[7].

## М
- М — буква — символ степени мастера каменщика, а также её проходного слова.
- Масон — (от франц. maçon) — строитель, каменщик.
- Масонство древнего мастерства — первые три символические степени — ученик, подмастерье, мастер-масон. В Древнем и принятом шотландском уставе к ним относятся также степени с 4 по 20, легенды которых также связаны с событиями отраженными в Ветхом завете, связанные со строительством Храма Царя Соломона, историей жизни и смерти мастера Хирама и поиском утраченного слова.
- Мастерство — оперативное масонство славилось своими высококвалифицированными мастеровыми, их организация была гильдией мастеровых. Франкмасонство состоит из каменщиков, преуспевших в своем искусстве и поэтому называется мастерством.
- Мастерок — орудие труда мастера масона. Символически, предназначен для распространения связующего цемента братской любви ради завершения строительства великого здания франкмасонства шапочным камнем.
- Материнская ложа — для каждого масона, ложа, в которой он был посвящён в братство. В более широком смысле, для великой ложи, великая ложа, учредившая её. Исторически, для всех великих лож мира, материнскими являются великие ложи Англии и Шотландии.
- Мел, уголь и глина — соответственно, свобода, рвение и усердие.
- Мемфис-Мицраим — появился в 1838 году в Брюсселе, с учреждением Жаком Этьеном Маркони де Негром «Великой ложи Осириса». По легенде, в основе данного устава лежали древнегреческие дионисийские и древнеегипетские мистерии посвящения, впоследствии сведенные воедино легендарным мудрецом Ормусом и положившие таким образом начало движению розенкрейцеров.
- Металлы — символически, все металлические предметы, которые кандидат на посвящение в степень ученика сдаёт при входе в ложу эксперту, во-первых, для того, чтобы не иметь при себе орудий нападения или обороны (коль скоро в ложе все — братья), и, во-вторых, чтобы ничем не раскрыть своего материального и общественного положения (ибо все братья равны). Более конкретно, деньги, драгоценности и оружие.
- Множественное членство — членство в нескольких масонских организациях одного типа, начиная с трёх.
- Мозаичный пол — покрытие пола, состоящее из перемежающихся белых и черных клеток, символизирует взаимопроникновение света и тьмы, доброго и злого начал в мире.
- Молоток — масонское орудие труда, молоток каменщика с нерабочей стороной обуха, суженной для того, чтобы работать им как клином для расщепления камня. Отличается от простого, или прямого, молотка, который называется хирам и используется только председательствующим офицером.
- Монитор — краткий сборник основных масонских ритуалов, правил, катехизисов и документов великой ложи, путеводитель для каждого конкретного масона.
- Мораторий — временное запрещение проведения масонских работ, налагаемое великой ложей.
- Мрак — символ невежества, в котором пребывает кандидат до дарования духовного света, то есть Света Истины — истинного знания, который открывается ему в ходе обряда посвящения.
- Мудрость, Сила, Красота — кардинальные добродетели, три символические колонны масонского храма.

## Н
- Наказания (масонские) — наказания, упомянутые в ритуале, исключительно символические. Единственными масонскими наказаниями являются внушение, временное исключение и исключение без права восстановления.
- Напиток в священном кубке — один из атрибутов посвящения кандидата в степень ученика. Над кубком произносится первая клятва кандидата не разглашать тайны ордена посторонним. Горький напиток в кубке, выпиваемый кандидатом по принесении клятвы, символизирует долю сомнения в каждом берущемся на себя обязательстве.
- Налог «per capita» — ежегодная выплата в фонд великой ложи на её расходы, рассчитывающаяся на основании количества членов подчиненной организации.
- Неаффилиированный — масон, посвященный в орден, но не принадлежащий ни к одной ложе и поэтому временно лишенный всех привилегий членства; может быть заново аффилиирован (non-affiliate). Или же масон, исключенный из ордена, но могущий быть в нём восстановленным (unaffiliate).
- Небесный свод — символический покров ложи.
- Нерегулярная масонская ложа — группа людей, объединившихся под названием масонской ложи и называющая себя масонами, но без разрешения великой ложи (clandestine). Или же ложа, созданная законно, но продолжающая свои работы после приостановления действия хартии (irregular). Или же, незаконная, ложа, продолжающая работать при условии осознания её членами незаконности их работ, то есть дикая (spurious).
- Неофит — вновь посвященный.
- Ноахит — посвященный или связанный с библейским патриархом Ноем, название 21° ДПШУ.

## О
- Обол — символическая плата, взимаемая дародателем с брата, заявляющего об извинении брата, отсутствующего на собрании ложи.
- Обрядоначальник (или Церемониймейстер) — название офицерской должности в масонской ложе.
- Обязательство — предписанное действие или приказ; обещание, клятва верности, масон приносит обязательство (а не клятву), что не нарушит свои обещания.
- Одетый должным образом — в белых перчатках и запоне, с талисманом соответствующих градуса и должности и эмблемой ложи на груди.
- Оперативные (деятельные) масоны — древние строители и проектировщики соборов Европы, находившиеся под охраной и на обеспечении церкви.
- Опознание масонов — выяснение принадлежности к ордену, обычно проводится привратником, экспертом и обрядоначальником перед входом в ложу или досточтимым мастером и первым и вторым стражами в самом помещении собрания и состоит в их требовании продемонстрировать знание и владение опознавательными знаками, шагами, условными рукопожатиями и проходными словами (паролями). Кроме вышеперечисленного, от опознаваемого может потребоваться знание определенных исторических и философских положений, в каковом случае для опознания офицеры ложи пользуются катехизисом соответствующей степени.
- Орёл — один из ключевых символов масонства, равно как и многих мировых религий и мифологических циклов. Согласно традиции, единственное живое существо, способное не мигая смотреть на Солнце. Двуглавый орёл — официальный символ ДПШУ.
- Ориентация масонского храма — согласно ритуалу, ложа расположена в длину — от востока до запада, в ширину — от севера до юга, в высоту от Зенита до Надира. Традиционно такое расположение храма, при котором досточтимый мастер ложи располагается на востоке, откуда и название его плато — восток.
- Отвес — совершенная эмблема непреклонности и прямоты. В оперативном смысле — орудие каменщика, дуга, к верхней точке которой привешен на вервии груз, помогающий определить вертикальность стесываемых граней камня.
- Отпуск масона — освобождение масона на определенный срок от масонских обязанностей, кроме уплаты членских взносов, и занимаемой в ордене должности при сохранении для него возможности вновь стать активным членом братства.
- Отставка масона — добровольный уход масона в бессрочный масонский отпуск с прекращением выплаты членских взносов.
- Офицеры ложи — члены ложи, исполняющие определенные обязанности как во время собраний, так и между ними. В символической ложе существуют следующие офицерские должности: досточтимый мастер (мастер стула), первый и второй стражи (надзиратели), оратор (вития), секретарь, казначей, обрядоначальник (мастер церемоний), эксперт, дародатель (брат милостивый), привратник (в ложах английского послушания обязанности, возлагаемые на эту должность, разделяются между внутренним стражем и братом покрывающим (Tyler)), архивист, агапмейстер, стюарды.

## П
- Пароли (проходные слова) — необходимая и неотъемлемая часть ритуала и основа организационной структуры братства. Каждая степень посвящения обладает собственным паролем, состоящим из обязательного священного слова и (иногда) добавочного проходного слова. По легенде, мастер Хирам использовал систему паролей для того, чтобы работники, участвовавшие в строительстве Соломонова храма, получали заработную плату в зависимости от своей квалификации. Пароль определённой степени сообщается масону досточтимым мастером в ходе церемонии посвящения в эту степень.
- Патент — гарантированная привилегия, подтвержденная особым письмом, сертификатом или дипломом. Основным является патент на масонские работы во вновь организованной ложе, каковой выдается великим мастером великой ложи, с подписью её великого секретаря.
- Пеликан — один из центральных масонских символов, эмблема розенкрейцерской степени (18°) ДПШУ. По легенде, самка пеликана, когда ей нечем прокормить новорожденных детенышей, разрывает себе грудь, дабы напоить их своей кровью.
- Пентаграмма (пентальфа) — пятиконечная звезда, звезда Соломона (Магеншалом), древнейший символ, использовавшийся ещё пифагорейцами, эмблема степени подмастерья. Своё название пентальфа получила, поскольку образована пятью взаимно перекрещивающимися литерами альфа — А. Символизирует единство пяти континентов, единство четырёх сторон света в стремлении к Единому, человека и его духовной сущности, несовершенного человека, обуреваемого страстями, Адама Кадмона, Вифлеемскую звезду и пр.
- Передача стула — церемония инсталляции досточтимого мастера.
- Переизбрание должностных лиц в ложе — происходит в символической ложе раз в год.
- Перчатки (белые) — символ чистоты в том же смысле, что и белый фартук из кожи ягненка (символ чистого сердца), являясь символом чистых рук.
- Песочные часы — символ преходящего времени.
- Петиционер — человек, подписавший петицию о принятии в орден; петиционером он остается до получения положительного результата голосования в ложе по вопросу его принятия. Затем, до посвящения, он называется кандидатом.
- Пламенеющая звезда — символ света и божественного руководства человеческим путешествием по жизни; символ истинного франкмасона, который, совершенствуясь в познании истины (учения), сам уподобляется пламенеющей звезде.
- Пламенеющий меч — меч досточтимого мастера и привратника, символически связан с мечом архангела Михаила охраняющего Райские врата. Изогнутое лезвие напоминает взвившееся пламя. В наши дни мечи привратников чаще всего прямые.
- Плато — платформа, возвышение на полу ложи на востоке, где находится досточтимый мастер и перед первым и вторым стражами. Обычно к плато досточтимого мастера ведут три ступени. К плато Первого стража ведут две ступени, а к плато Второго стража — одна.
- Повестка — отправляется брату мастером, содержит в себе требование явиться на собрание. Прерогатива досточтимого мастера, требует от члена ложи выполнения своего торжественного обязательства. За неявку член ложи может быть наказан в соответствии с проступком.
- Повышение заработной платы — продвижение кандидата от одного градуса к другому при условии преуспевания в выполнении задач предыдущего градуса.
- Повязка (на глазах) — символ тайны, таинственного мрака, темноты невежества.
- Подмастерье — масон прошедший посвящение во 2 градус.
- Поиски утраченного слова — поиски масона сводятся к поиску божественного в самом себе и в мире, каковой только и может принести ему духовное удовлетворение и высшее счастье.
- Полдень — время начала работ вольных каменщиков.
- Полночь — время завершения работ вольных каменщиков.
- Поручительство — действие масона, направленное на вовлечение в орден нового брата. Член ложи на её общем собрании или в частном порядке досточтимому мастеру сообщает о найденном им кандидате на посвящение в братство и поручается за него, возлагая таким образом на себя обязанность следить за дальнейшей масонской карьерой кандидата.
- Посвящение без соблюдения церемонии — прерогатива великого мастера, позволяющая проводить признание кандидата масоном, минуя ритуалы посвящения в степени ученик, подмастерье, мастер.
- Посетители собраний лож — братья-визитеры, члены одной ложи, посещающие собрания другой.
- Походка адепта — масонские шаги, один из опознавательных знаков масона определённой степени, шаги, которыми он обязан входить в ложу.
- Походные ложи — ложи, не имеющие постоянного места собраний и получающие от великого мастера великой ложи специальный патент на право проведения собраний и посвящения кандидатов, повсюду, где с соблюдением всех или большинства формальностей могут собраться их члены и для собраний существуют необходимые условия.
- Привратник — офицер охраняющий вход в ложу.
- Приёмное [Адоптивное] масонство — организация, основанная во Франции, для присоединения к ложе женщин, родственниц масонов.
- Признание — взаимодействие, дружелюбие, вежливость. Великие ложи, будучи независимы одна от другой, тем не менее признают прочие великие ложи. Простые ложи, взаимодействующие с другими великими ложами или даже со своей, соответственно, тоже признают их.
- Прикосновение — один из опознавательных масонских знаков, используемый для определения принадлежности к ордену и степени посвящения. Состоит в особых формах рукопожатия, различных для разных степеней.
- Принятые каменщики — в начале движения, до появления спекулятивного (умозрительного) масонства, этим термином обозначали тех членов лож каменщиков, которые не зарабатывали на жизнь отесыванием камней и строительством, но были при этом приняты в гильдии или ложи.
- Пробуждение ложи — возобновление работ в ложе после перерыва (усыпления).
- Провинциальная великая ложа — административное подразделение великой ложи, объединяющее масонские ложи на отдельной территории.
- Провинциальный великий мастер — высшая масонская, офицерская должность в провинциальной великой ложе.
- Протокол (масонский) — один из обязательных масонских документов, протокол проведения собраний, заседаний различных масонских органов.
- Профан — не-масон. (От лат. «pro» — «перед» и «fanum» — «храм»). В масонстве означает: человек, не получивший доступа в храм, непосвященный.
- Проходное слово — признание; знак и ответ на знак; пароль, означающий переход из одной степени посвящения в другую.
- «Прошлый» титул — почетное звание, присваиваемое какой-либо великой масонской организацией. Многие знаменитые масоны были награждены этим титулом организациями вне юрисдикций, к которым они принадлежали.

## Р
- Работа (масонская) — всякая деятельность масона или масонской ложи.
- Различия в ритуалах — у каждой великой ложе существует свой официальный ритуал работ, которому следуют все ложи в пределах данной юрисдикции, чтобы в них всех соблюдалось единство как эзотерической, так и экзотерической, ритуальной работы. Однако между ритуалами различных великих лож существуют некоторые различия. Иногда незначительно различаются и ритуалы символических лож внутри одной юрисдикции.
- Разувание — один из важнейших ритуалов масонского посвящения. Ритуал предписывает, чтобы кандидат был не разут, но и не обут, не гол, не одет. Символически, означает беспомощность невежественного человека до дарования ему Света Истины. Также содержит аллюзию к словам, с которыми Господь обратился к Моисею из пылающего куста: совлеки сандалии с ног твоих, ибо земля на которой стоишь, — святая.
- Регалии — масонское облачение.
- Регистр ложи — книга регистрации присутствия братьев ложи на её собраниях, где расписываются также братья-визитеры.
- Регламент ложи — свод общих правил и законов ложи или великой ложи, принимаемый одновременно с её конституцией, не могущей противоречить ей и остальным масонским законам и традициям, служащий руководством для всех её работ.
- Регуляризация — прохождение масоном, принадлежащим к другой масонской организации обряда присоединения к ложе, имеющее целью уравнивание его в правах и обязанностях с остальными братьями ордена.
- Регулярная ложа — ложа, работающая по патенту, полученному от законной великой ложи.
- Резец — одно из орудий труда мастера метки (Mark Master); символизирует преимущества образования.
- Ритуал — (от лат. ritualis) — «церемониальный». Основными масонскими ритуалами являются открытие и закрытие работ в ложе, посвящение новых членов и перевод кандидатов в новые степени (повышение заработной платы). Кроме того, особые ритуалы существуют для открытия новых лож, проведения голосования и пр. Отдельные ритуалы существуют для проведения собраний великой ложи и структур дополнительных степеней.
- Рукоплескание — масонский опознавательный знак. Также иногда знак признания или одобрения. Производится по-разному, в зависимости от степени и случая.
- Рыцарское масонство — масонство, в которое посвящают в командорствах или других масонских организациях-рыцарских орденах.
- Рычаг — инструмент, при помощи которого каменщики поднимали тяжёлые предметы, символ силы. Чаще всего служит названием сыновьям масонов, которые ещё не достигли совершеннолетия и не могут вступить в орден.

## С
- Святой Андрей — один из 12 апостолов Иисуса Христа, один из первых позванных вслед за ним, отсюда его имя Первозванный. Особенно почитается масонами. В отличие от первых трёх, иоанновских степеней посвящения, некоторые высшие степени носят название андреевских.
- Семисвечник — семь светочей представляют собой эмблемы семи планет, которые, будучи глазами Господа, вмещают в себя всё и всё обозревают.
- Символ — означает или представляет собой какую-либо идею, истину или явление, однако сам не является тем, что представляет собой.
- Символ славы — «пламенеющая звезда», по мнению самых древних исследователей. Звезда представляет собой символ божества, следовательно, это «символ славы».
- Слово — поиск истины, опыт и жизненные свершения, все, что ведёт нас к лучшей жизни.
- Сломанная колонна — древние евреи ставили колонны в честь князей и царей; отсюда выражение «столп церкви». В масонском понимании, сломанная колонна означает падение кого-либо из ведущих деятелей Королевского искусства.
- Совершенная ложа — ложа, обладающая количеством членов, предусмотренным её конституцией.
- Совершенные точки входа — символические действия, необходимые при входе в помещение ложи.
- Совершенный камень — каждый масон должен совершенствовать, или «шлифовать» самого себя, возводя здание своего характера так, чтобы стать достойным в глазах Господа и иметь право занять достойное место в завершенной великой работе масонства.
- Совет — административный орган во многих масонских уставах, в Йоркском уставе степенью совета называется степень «Царственного и избранного мастера».
- Смешанное масонство — ложи и великие ложи, членами которых являются мужчины и женщины.
- Солнце и Луна — два из т. н. малых светочей масонской ложи (третий — досточтимый мастер), древнейшие символы и олицетворения света, в частности, в своем единстве, Света вечного, то есть Света Истины.
- Сорок седьмое положение Эвклида (теорема Пифагора) — действительно сорок седьмая теорема в «Геометрии» Эвклида. Проблема, или теорема, доказывает равенство квадрата гипотенузы сумме квадратов катетов в прямоугольном треугольнике. В масонстве, это иллюстрация искусств и наук, доказывающая, что невежество само по себе есть грех. Также эмблема бывшего досточтимого мастера.
- Спекулятивное (умозрительное) масонство — франкмасонство в его современном понимании, применяющее знания, накопленные оперативными каменщиками к изучению этических систем.
- Спящая ложа — ложа, не являющаяся активной, но не сдавшая при этом патент.
- Срединная палата — по легенде, помещение во внешней стене Храма Царя Соломона, в котором собирались мастера, участвовавшие в строительстве Храма для решения текущих вопросов своего ремесла. Символически, ложа мастеров.
- Степень — уровень членства в масонстве. В классическом символическом, или голубом, масонстве — три степени: ученик, подмастерье и мастер. Каждая степень соответствует духовному развитию масона и уровню знаний, полученных им в масонстве. Для каждой степени есть набор свойственных ей символов и ритуалов масонства, которыми оно обучает своим духовным ценностям.
- Стальной свод — это часть масонских ритуальных действий, которыми масоны приветствуют великого мастера или какого-либо другого великого офицера великой ложи[8].
- Странствие (circumambulatio) — от лат. «аmbulare» — «ходить» и «circum» — «вокруг»; процессия, проходящая вокруг помещения ложи во время определенных церемоний, например, освящения масонской организации, инициации или посвящения в дальнейшие степени. Обряд странствий пришёл к нам из древности, из обрядов поклонения Солнцу; процессия двигалась вокруг освященного места по ходу движения солнца, от востока через юг, запад и север обратно на восток.
- Сумка предложений — обычно сумка, иногда кружка, которой обрядоначальник обносит братьев перед закрытием работ ложи. Каждый масон имеет право положить в неё записку, излагающую его предложения по совершенствованию работ в ложе или в ордене вообще, если он не решился высказать их в ходе собрания. Содержимое сумки затем изучается комитетом ложи и по нему принимается соответствующее решение.
- Сыновья Света — так называли масонов-каменщиков во времена строительства Храма Царя Соломона.

## Т
- Табель — ковёр или иное покрытие пола, на котором изображены эмблемы определенного градуса для обучения учеников. Изначально табели рисовали на полу зала собраний, а затем, после работ, смывали. В наши дни в некоторых послушаниях их чаще называют хоругвями и вешают на стены.
- Тайное (Cryptic) масонство — масонство, в которое в США посвящают в «Совете царственных и избранных мастеров».
- Тайны (масонские) — тайнами масонства являются опознавательные знаки членов братства, символические поучения, место проведения собраний, имена братьев. Его принципы, цели и задачи никогда не были тайной.
- Талисманы (официальные) — эмблемы, носимые офицерами на лентах, соответствующие их должностям.
- Тетраграмматон — (греч. «четыре буквы»). Так талмудисты называют четыре литеры имени всевышнего, или Иеговы.
- Точно с Востока на Запад — Моисей расположил Скинию точно с востока на запад, и эту традицию продолжили строители церковных зданий. Масон отправляется в путешествие с запада на восток в поисках мастера, от которого получит столь необходимые ему наставления, или свет.
- Траурная ложа (См. Ложа скорби) — специальное собрание ложи, посвященное прощанию с умершим братом, то есть отошедшим на восток вечный.
- Три удара — символизируют испытания, которым человек подвергается в юности, зрелости и старости, или разрушения, наносимые тиранией, предрассудками и невежеством.
- Трибунал — организационная структура верховного совета Древнего и принятого шотландского устава, в которой посвящение проводится только в одну степень — великого инспектора инквизитора — 31° ДПШУ.
- Тубал-Каин — первый мастер, сын Ламеха и Циллы. Он был ковачом всех орудий из меди и железа. По легенде, именно он посвятил мастера Хирама в таинства царственного искусства во время неудавшегося покушения на последнего, когда он едва не утонул в разлившемся по притвору храма расплавленном медном море.

## У
- Убранство ложи — мозаичный пол, угловая клетка и «пламенеющая звезда».
- Украшения ложи — Книга священного закона, циркуль и наугольник, патент на работы или особое решение.
- Улей — символизирует упорядоченный систематический труд. То, что не сможет сделать один человек, легко сделать, если работают все вместе.
- Уставы (масонские) — административно-символические организации масонских степеней, обычно, дополнительных.
- Усыпление ложи, масона — временное лишение масона или ложи привилегий, даруемых членством в ордене за какую-либо провинность или по собственному желанию. Следует отличать от отрешения от ордена и масонского отпуска.
- Ученик (apprentice) — от латинского слова «apprehendere» — «усваивать, осваивать что-либо». В оперативном масонстве ученичество длилось семь лет; затем, если ученика считали преуспевшим в учении, его имя вносили в книгу ложи, и он занимал определенное место в структуре гильдии.

## Ф
- Флаг государственный в ложе — необходимый атрибут проведения собраний. Отражает лояльность ордена по отношению к законно избранной государственной власти.
- Фонд пожертвований — фонд добровольных пожертвований братьев ложи, существующий параллельно фонду казначея ложи. Средства фонда, в основном, направляются на оказание помощи братьям и членам их семей.
- Форма ложи — прямоугольник или параллелограмм, в длину в два раза больше, чем в ширину. Во времена Храма для народов древности Средиземноморьем ограничивался видимый мир. Страны же Старого Света располагались по прямоугольнику вокруг моря; таким образом, масонская ложа представляет собой весь мир.
- Франкмасонство Атолла — иногда эту великую ложу называют «Древним» франкмасонством, главой которого был третий из четырёх Герцогов Атолла.

## Х
- Хартия — ложа, получившая хартию на работы от великой ложи пользуется всеми правами и имеет право на представительство в великой ложе.
- Хирам Абифф — искусный мастер, сын вдовы, по одной версии, из колена Неффалимова, по другой — Данова, изготовивший медные и железные украшения для Соломонова храма, важнейшими из которых были две колонны храмового портика. Масонские легенды окружают мастера Хирама ореолом полубожественной славы, называют его главным строителем и архитектором Храма, предательски убитого тремя подмастерьями за отказ назвать пароль мастера, открывающий перед ними возможность получать более высокую заработную плату.
- Хирам Царь Тирский — правитель земель, сопредельных Израилю. Близкий друг и союзник Царя Соломона, заключивший с ним несколько договоров о мире и торговых отношениях. Поставлял лес для строительства Соломонова Храма, за что получил от Царя Соломона 20 городов в Галилее. Также совместно с Царем Соломоном предпринял морскую экспедицию в Офир за золотом, в легендарные копи Царя Соломона.
- Храм масонский — термин, который обычно используется в масонстве с несколькими, но связанными между собой значениями. Он используется для описания абстрактной духовной цели, концептуального ритуального пространства образующегося при работах масонской ложи, и физически существующих помещений и структур, в которых встречаются члены ложи. Когда используется для описания структуры, термин взаимозаменяется с термином масонский зал.

## Ц
- Цепь союза — круг, составляемый братьями ложи либо во время посвящения в степень, либо при открытии или закрытии работ.
- Циркуль — математический инструмент для измерения и начертания окружностей, один из рабочих инструментов масона.
- Циркумамбуляция — круговое движение по часовой стрелке (посолонь) во время ритуалов посвящения или передвижения в открытой ложе.

## Ч
- Человек — в масонском понимании, зрелый человек, готовый принять на себя некоторые обязанности и принести торжественное обязательство (во фразе «…ибо он человек свободный и добрых нравов…»).
- Чертёжная доска — доска или кусок материи на полу зала собраний, на который мастер наносит чертежи будущих работ.
- Четыре увенчанных мученика — легенда о Четверых венценосных мучениках принявших мучительную смерть, отказавшись строить языческий храм[9].
- Член-учредитель — масон, подписавший прошение, в результате рассмотрения которого великая ложа выдает масонской организации патент на ведение работ.

## Ш
- Шаблон — 12-дюймовая линейка, рабочий инструмент ученика.
- Шапочный камень — последний камень, закладываемый при строительстве здания; он символизирует окончание строительства.
- Шедевр — трудная работа каменщика, выполненная для перехода в более высокую степень посвящения.
- Шехина — в иудейской мистике — одно из имен Единого Бога, отражающее Его присутствие в сотворенном мире.

## Э
- Экзотерическое масонство — ритуальные работы, не являющиеся строго оберегаемой тайной.
- Элевсинские мистерии — мистерии древней ахейской религии.
- Эмблема — материальное, видимое отображение идеи; символический предмет или изображение.
- Эмблема ложи — символическая печать, орнамент, принятые символической ложей, носимые её братьями в виде шейных или нагрудных медалей, а также украшающие все документы ложи.
- Эскиз — то же, что и зодческая работа, масонский труд брата, посвященный какой-либо проблеме истории, философии, символики масонства и пр., зачитываемый им на общем собрании братьев. Вместо учеников, не имеющих права голоса в открытой ложе, их работы зачитывает кто-либо из мастеров, чаще второй страж.

## Я
- Ягнёнок (агнец) — «Во все века агнец считался эмблемой невинности». Поэтому кандидату вручается запон из кожи ягнёнка.

Пасхальный агнец — священный ягненок, приносимый в жертву евреями во время празднования Пасхи (Песаха, Исхода). Также христианский и масонский символ Христа.
- Якорь и ковчег — символ чувства безопасности и постоянства, когда наша жизнь основывается на истине и вере, без которых не может быть ни счастья, ни мира в умах. Отсюда, эмблема «хорошо обоснованной надежды и хорошо проведенной жизни».
- Яхбулон — является словом, которое исторически используется в некоторых масонских ритуалах Королевской арки.
- Ящик эбенового дерева — символ сердца, используемый в нескольких градусах, раскрывающий тайные планы и мотивы сердца, побуждающие человека так или иначе возводить здание своего духовного храма.

### Другие термины
- A. & A. S. R. (Ancient and Accepted Scottish Rite) — Древний и принятый шотландский устав (Южная юрисдикция).
- A. A. S. R. (Ancient Accepted Scottish Rite) — Древний и принятый шотландский устав (Северная юрисдикция).
- A. A. O. N. M. S. (Ancient Arabic Order of the Nobles of the Mystic Shrine) — Древний арабский орден дворян тайного святилища.
- A. E. O. N. M. S. (Ancient Egyptian Order of the Nobles of the Mystic Shrine) — Древний египетский орден дворян тайного святилища («Святилище Принса Холла»).
- A. P. R. M. M. (Ancient and Primitive Rite of Memphis-Misraïm) — Древний и изначальный устав Мемфиса-Мицраима (ДИУММ).
- A. F. & A. M. (Ancient Free and Accepted Masons) — Древние вольные и принятые каменщики — не существует явных различий между этим послушанием и F. & A. M. (Free and Accepted Masons) — вольными и принятыми каменщиками, — или A. F. M. (Ancient Free Masons) — древними вольными каменщиками. Некоторые Великие ложи пользуются первой аббревиатурой, прочие — второй. Второй пользуется, например, Великая ложа Южной Каролины. Различие можно проследить во времени до времени великого раскола в Англии, который привел к образованию двух Английских великих лож, «Древней» и «Современной».
- Anno Benefacio (A. B.) — лат. «Год Благословения», год в летоисчислении Ордена Первосвященников (год + 1930).
- Anno Depositionis (A. Dep.) — лат. «Год уложения», год в летоисчислении тайных (Cryptic) масонов (год + 1000).
- Anno Domini (A. D.) — лат. «Год господен», год в обычном летоисчислении нашей эры.
- Anno Inventionis (A. I.) — лат. «Год основания», год в летоисчислении Королевской Арки (год + 530).
- Anno Lucis (A. L.) — лат. «Год Света», год в летоисчислении масонства древнего искусства (год + 4000).
- Anno Mundi (A. M.) — лат. «Год мира», год в летоисчислении Шотландского устава (год + 3760 до 1 сентября или год + 3761 после 1 сентября).
- Anno Ordinis (A. O.) — лат. «Год Ордена», год в летоисчислении рыцарей Ордена храма — тамплиеров (год — 1118). Князья солнца — не признающие времени — вместо даты ставят 7 крестов: <ХХХ Х ХХХ>.
- Audi. Vidi. Tace. — лат. «Услышь, узри и молчи». Надпись на многих масонских медалях и документах.
- A. Y. M. (Ancient York Masonry) — Древнее йоркское масонство.
- Dominus Deus Meus — лат. «Господи, Боже мой!»
- «G» — Литера «G» — это германская транслитерация древнееврейской буквы «йод» и греческой «тау», первых букв имени всевечного на этих языках. Она означает не только «Бог» (God), но и «Геометрия», поскольку данная наука неимоверно важна для масонов.
- I. H. S. — лат. «Iesu Hominum Salvator», то есть «Иисус, спаситель человеков».
- «In Hoc Signo Vinces» — лат. «Сим (знаком) победиши», — девиз тамплиерского командорства. По легенде, этот девиз, начертанный на кресте, явился в вещем сне императору Константину Багрянородному перед решающим сражением. Приняв христианство, император одержал победу.
- I. N. R. I. — лат. «Iesus Nazarenus, Rex Iudаеorum» — «Иисус Назорей, Царь Иудейский».
- Lux e tenebris. — лат. «Свет из тьмы».
- Ne plus ultra — высшее достижение, высшая степень качества.
- Ne varietur — лат. «Не менять», надпись на полях масонских документов, где член Ордена ставит свою подпись.
- Pax vobiscum — лат. «Мир вам!».
- Pro tempore — лат. «на настоящее время», временно.
- Sanctum Sanctorum — лат. «Святая святых».
- Spes mea in Deo est. — лат. «Вера моя — в Бога». — девиз Д. П. Ш. У.
- Vincere aut mori! — Победить или умереть! — девиз степени Рыцаря Кадош.
- V.I.T.R.I.O.L. — масонская и алхимическая формула начертанная в камере размышлений.